# Draft de l'NBA del 1983
El Draft de l'NBA de 1983 seria un dels últims en el qual no hi hagués jugadors nascuts fora dels Estats Units en primera ronda.

## Primera ronda
|  | = All-Star     |
|  | = Hall of Fame |

| Posició | Jugador               | Nacionalitat | Equip de l'NBA         | Origen (Universitat/club) |
| ------- | --------------------- | ------------ | ---------------------- | ------------------------- |
| 1       | Ralph Sampson (C)     | Estats Units | Houston Rockets        | Virginia                  |
| 2       | Steve Stipanovich (C) | Estats Units | Indiana Pacers         | Missouri                  |
| 3       | Rodney McCray (SF)    | Estats Units | Houston Rockets        | Louisville                |
| 4       | Byron Scott (SG)      | Estats Units | San Diego Clippers     | Arizona State             |
| 5       | Sidney Green (PF)     | Estats Units | Chicago Bulls          | UNLV                      |
| 6       | Russell Cross (C)     | Estats Units | Golden State Warriors  | Purdue                    |
| 7       | Thurl Bailey (SF)     | Estats Units | Utah Jazz              | North Carolina State      |
| 8       | Antoine Carr (SF)     | Estats Units | Detroit Pistons        | Wichita State             |
| 9       | Dale Ellis (SG)       | Estats Units | Dallas Mavericks       | Tennessee                 |
| 10      | Jeff Malone (SG)      | Estats Units | Washington Bullets     | Mississippi State         |
| 11      | Derek Harper (PG/SG)  | Estats Units | Dallas Mavericks       | Illinois                  |
| 12      | Darrell Walker (SG)   | Estats Units | New York Knicks        | Arkansas                  |
| 13      | Ennis Whatley (PG)    | Estats Units | Kansas City Kings      | Alabama                   |
| 14      | Clyde Drexler (SG)    | Estats Units | Portland Trail Blazers | Houston                   |
| 15      | Howard Carter (SG)    | Estats Units | Denver Nuggets         | LSU                       |
| 16      | Jon Sundvold (PG)     | Estats Units | Seattle SuperSonics    | Missouri                  |
| 17      | Leo Rautins (SF)      | Estats Units | Philadelphia 76ers     | Syracuse                  |
| 18      | Randy Breuer (C)      | Estats Units | Milwaukee Bucks        | Minnesota                 |
| 19      | John Paxson (PG)      | Estats Units | San Antonio Spurs      | Notre Dame                |
| 20      | Roy Hinson (C)        | Estats Units | Cleveland Cavaliers    | Rutgers                   |
| 21      | Greg Kite (C)         | Estats Units | Boston Celtics         | BYU                       |
| 22      | Randy Wittman (SG)    | Estats Units | Washington Bullets     | Indiana                   |
| 23      | Mitchell Wiggins (SG) | Estats Units | Indiana Pacers         | Florida State             |
| 24      | Stewart Granger       | Estats Units | Cleveland Cavaliers    | Villanova                 |

## Jugadors destacats no escollits en 1a ronda
| Posició | Jugador             | Nacionalitat | Equip de l'NBA     | Origen (Universitat/club) |
| ------- | ------------------- | ------------ | ------------------ | ------------------------- |
| 30      | Mark West (C)       | Estats Units | Dallas Mavericks   | Old Dominion              |
| 31      | Glenn Rivers (PG)   | Estats Units | Atlanta Hawks      | Marquette                 |
| 48      | Craig Ehlo (SG)     | Estats Units | Houston Rockets    | Washington State          |
| 53      | Bob Hansen (SG)     | Estats Units | Utah Jazz          | Iowa                      |
| 97      | Manute Bol (C)      | Sudan        | San Diego Clippers | Bridgeport                |
| 137     | Sedale Threatt (SG) | Estats Units | Philadelphia 76ers | West Virginia Tech        |